# Pontevedra Club de Fútbol
El Pontevedra Club de Fútbol és un club de futbol espanyol de la ciutat de Pontevedra, a Galícia. Va ser fundat el 1941 i actualment juga a la Segona Divisió B.
Va viure els seus millors anys entre 1963 i 1970 quan va jugar 6 temporades consecutives a Primera Divisió. Va ser el millor equip gallec del moment i va ser co-campió d'hivern a la temporada 1965-66.

## Història
El 16 d'octubre de 1941 es va fundar el Pontevedra Club de Fútbol per la unió dels dos clubs més importants d'aquella època de la ciutat, l'Eiriña FC i l'Alfonso CF.
Anteriorment havien existit a la ciutat altres equips com l'Sporting Club (1905) i el CD Pontevedra, que es fusionaren per formar el Pontevedra Athletic Club (1908-26). També existí el Pontevedra Auténtico FC (1914).

## Dades del club
- Temporades a Primera divisió: 6
- Temporades a Segona divisió: 9
- Temporades a Segona divisió B: 30
- Temporades a Tercera divisió: 25
- Millor posició a la lliga: 7é (primera divisió de la lliga espanyola de futbol temporada 1965/66)

## Palmarès
- 1 Copa Federació Espanyola de Fútbol (Copa RFEF): 2007
- 2 Títols de lliga de 2a Divisió
- 2 Títols de lliga de 2a Divisió B
- 7 Títols de lliga de 3a Divisió
- 1 Copa de Galícia
- 1 Sub-campionat de Copa de la Lliga de 2ªB
- 1 Títol de lliga Serie A
- 2 Campionats Gallecs aficionats
- 1 Campionat Gallec Copa RFEF
- 1 Copa Amberes